# حي قرية حدة (صنعاء)

تعديل مصدري - تعديل

حي قرية حدة أحد أحياء مديرية السبعين في مدينة صنعاء اليمنية، بلغ عدد سكانه 5426 نسمة عام 2004.

## الحارات
| الحارة        | عدد المساكن | عدد الأسر | الذكور | الأناث | الإجمالي |
| ------------- | ----------- | --------- | ------ | ------ | -------- |
| حارة قرية حدة | 757         | 732       | 2841   | 2585   | 5426     |
| الإجمالي      | 757         | 732       | 2841   | 2585   | 5426     |